# Можихна
Можихна (пол. Morzychna) — село в Польщі, у гміні Домброва-Тарновська Домбровського повіту Малопольського воєводства.
Населення — 374 особи (2011).
У 1975-1998 роках село належало до Тарновського воєводства.

## Демографія
Демографічна структура станом на 31 березня 2011 року:
|          | Загалом | Допрацездатний вік | Працездатний вік | Постпрацездатний вік |
| -------- | ------- | ------------------ | ---------------- | -------------------- |
| Чоловіки | 181     | 42                 | 120              | 19                   |
| Жінки    | 193     | 40                 | 119              | 34                   |
| Разом    | 374     | 82                 | 239              | 53                   |